# Leptonema venosum
Leptonema venosum är en emblikaväxtart som först beskrevs av Jean Louis Marie Poiret, och fick sitt nu gällande namn av Adrien Henri Laurent de Jussieu. Leptonema venosum ingår i släktet Leptonema och familjen emblikaväxter.
Artens utbredningsområde är Madagaskar. Inga underarter finns listade i Catalogue of Life.